# Eiche (Wahlitz)

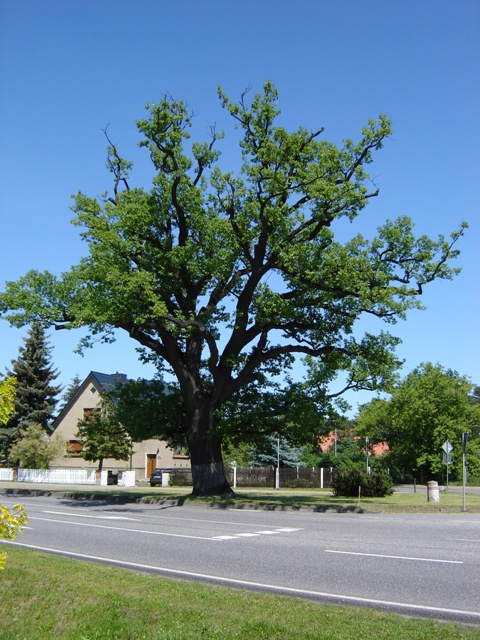
Eiche an der Kreuzung Magdeburger Straße und Bahnhofstraße

Bei der Eiche in Wahlitz handelt es sich um einen denkmalgeschützten Einzelbaum in der Ortschaft Wahlitz der Stadt Gommern in Sachsen-Anhalt. Im örtlichen Denkmalverzeichnis ist der Baum als Naturdenkmal unter der Erfassungsnummer ND 0022JL verzeichnet. Die Auszeichnung als Naturdenkmal erfolgte am 10. Juli 1939.
Bei der Eiche handelt sich um eine Stieleiche, an der Kreuzung der Bundesstraße 184 (Magdeburger Straße) und der Bahnhofstraße, gegenüber dem Alten- und Pflegeheim in Wahlitz. 1994 betrug der Stammumfang 4,25 m und die Höhe rund 23 m. Das Alter des Baumes wird auf über 300 Jahre geschätzt. Das Erscheinungsbild ist pilzförmig mit einer stark verästelten Krone, die sich in 5 m Höhe aus dem Stamm entwickelt. Der Baum ist frei zugänglich.

## Quelle
- Eiche in Wahlitz, auf Onlineprojekt Baumkunde.de, abgerufen am 2. September 2018